# HD131460
HD131460 — хімічно пекулярна зоря спектрального класу A4, що має видиму зоряну величину в смузі V приблизно  9,0.
Вона  розташована на відстані близько 691,0 світлових років від Сонця.